# Meltdown (vulnérabilité)
Pour l’article homonyme, voir Meltdown.

Le logo de la faille

Meltdown est une vulnérabilité matérielle découverte exclusivement dans les microprocesseurs Intel x86 qui permet à un processus non autorisé l'accès privilégié à la mémoire. La vulnérabilité ne semble pas affecter les microprocesseurs AMD. Un code Common vulnerabilities and Exposures : CVE-2017-5754 a été émis.

## Historique
Meltdown a été découvert indépendamment par des chercheurs de Google Project Zero, Cyberus Technology, et de l'Université de Technologie de Graz. Il a été rendu public en conjonction avec une autre vulnérabilité Spectre, le 3 janvier 2018.

## Impact
Selon les chercheurs, « chaque processeur Intel qui implémente l'exécution dans le désordre est potentiellement affecté, ce qui est effectivement le cas de tous les processeurs depuis 1995 (sauf Intel Itanium et Intel Atom avant 2013) ».
Cette vulnérabilité devrait avoir un impact sur les principaux fournisseurs de services cloud tels que Amazon Web Services (AWS), Google Cloud Platform, et Microsoft Azure. Les fournisseurs de cloud permettent aux utilisateurs d'exécuter des programmes sur les mêmes serveurs physiques où des données sensibles peuvent être stockées et s'appuient sur les protections fournies par le processeur pour empêcher l'accès non autorisé aux emplacements de mémoire privilégiés où ces données sont stockées, une fonction que la vulnérabilité Meltdown semble être capable de contourner.
L'un des auteurs du rapport signale que la paravirtualisation (Xen) et les conteneurs comme Docker, LXC et OpenVZ sont affectés,. Ils signalent que l'attaque sur une machine entièrement virtualisée permet à l'espace utilisateur invité de lire à partir de la mémoire du noyau invité, mais pas de l'espace du noyau hôte.
D'après les chercheurs, il est sûrement impossible de détecter une attaque utilisant cette vulnérabilité, puisqu'elle ne laisse aucune trace.

## Protections
Les techniques mises en place par les systèmes d'exploitation contre la vulnérabilité Meltdown sont couramment dénommées KPTI (Kernel Page Table Isolation). Il s'agit d'une technique permettant d'isoler totalement l'espace d'adressage du noyau empêchant donc des fuites de données depuis celui-ci.
La technique du KPTI est implémentée par Windows et Linux.